# Железнодорожная транспортная система Минска
Железнодорожная транспортная система Минска
Минск — крупнейший железнодорожный центр Беларуси.

## Вокзал
Вокзал находится по адресу Бобруйская улица, дом № 4. Станция называется «Минск-Пассажирский». Отсюда отправляются поезда по следующим направлениям:
- Беларусь
  - Полоцк
  - Витебск
  - Гомель
  - Брест
  - Гродно
  - Пинск
  - Орша
  - Кричев
  - Могилёв
  - Калинковичи
  - Коммунары
- Россия
  - Москва
  - Санкт-Петербург
  - Калининград
  - Мурманск
  - Анапа
  - Адлер
  - Сочи

От станции «Минск-Пассажирский» также отправляются электрички на:
- Ст. Молодечно (Молодечно)
- Ст. Беларусь (Заславль)
- Ст. Бобруйск (Бобруйск)
- Ст. Пуховичи (Марьина Горка)
- Ст. Талька (Талька)
- Ст. Барановичи-Полесские (Олехновичи)
- Ст. Столбцы (Столбцы)
- Ст. Орша-Центральная (Орша)
- Ст. Борисов (Борисов)
- Ст. Жлобин (Жлобин)
- Ст. Руденск (Руденск)

Часть электричек со всех этих маршрутов прибывает сюда же, другая же часть прибывает на платформу Институт Культуры, расположенной в одном перегоне метро от вокзала. Несколько электричек от/до Борисова и Орши идут только до/от станции Минск-Восточный. Все электрички  от/до Олехновичи и некоторые  от/до Молодечно идут только от/до станции Минск-Северный

## Остановочные пункты

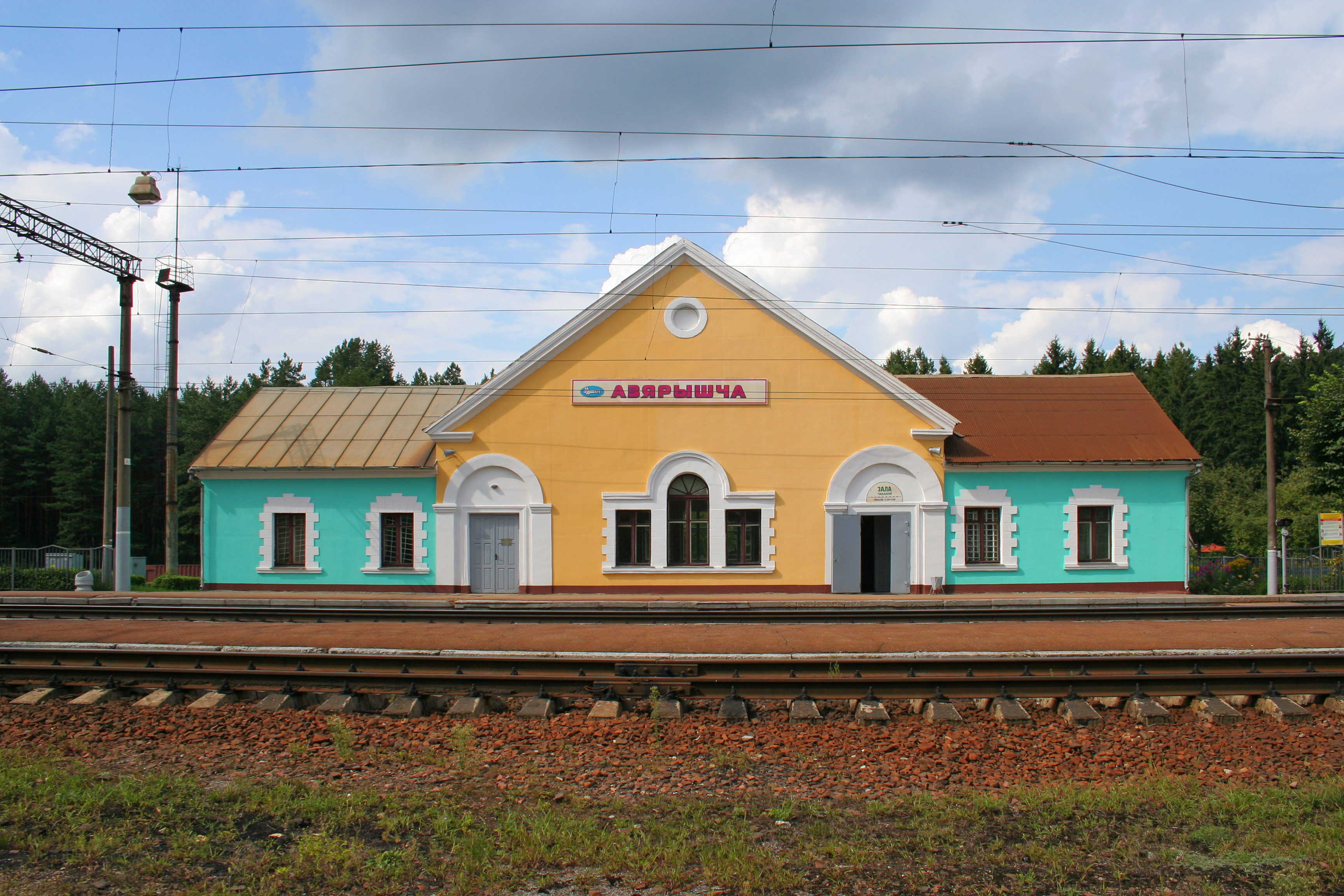
Здание вокзала на станции Озерище

В Минске существуют следующие остановочные пункты и станции:
- о. п. Железнодорожный ×
- ст. Ждановичи×
- о.п. Институт Культуры
- ст. Колядичи×
- о. п. Курасовщина
- о. п. Лебяжий×
- о. п. Лошица×
- о. п. Масюковщина×
- ст. Минск-Восточный
- ст. Минск-Пассажирский×
- ст. Минск-Северный×
- ст. Минск-Южный×
- ст. Озерище×
- о. п. Радиаторный (разобран)
- о. п. Роща
- ст. Степянка ×
- о. п. Столичный
- о. п. Товарный Двор (разобран)
- о. п. Тракторный×

### Условные обозначения
о. п. — остановочные пункты
ст. — станция
(бпс) — остановочный пункт/станция без пассажирского сообщения
× — станции и остановочные пункты с сообщением городской электрички

## Инфраструктура

### Депо
- Локомотивное депо: Станция «Минск-Сортировочный», ул. Брест-Литовская, д. 17
- Моторвагонное депо: Станция «Минск-Северный», ул. Тимирязева, д. 25
- Вагонное депо: ул. Брест-Литовская, д. 19

### Отделение
- Минское отделение: ул. Свердлова, д. 28

### Дворцы железнодорожные
- Дворец железнодорожников: ул. Чкалова, д. 7